# Ben Allison
Ben Allison (New Haven, Connecticut, 17 de noviembre de 1966) es un contrabajista y compositor estadounidense de jazz contemporáneo.

## Historial
Ha liderado varios grupos: The Ben Allison Band, Peace Pipe, The Ben Allison Quartet, Medicine Wheel, The Kush Trio, Man Size Safe, y el Herbie Nichols Project (que co-lidera junto al pianista Frank Kimbrough).  En 1991 impulsó la creación del Jazz Composers Collective, una organización no lucrativa radicada en a Nueva York.

## Discografía

### Como líder o con sus grupos
- Seven Arrows (Koch Records, 1995)
- Medicine Wheel (Palmetto Records, 1998)
- Third Eye (Palmetto, 1999)
- Riding the Nuclear Tiger (Palmetto, 2001)
- Peace Pipe (Palmetto, 2002)
- Buzz (Palmetto, 2004)
- Cowboy Justice (Palmetto, 2006)
- Little Things Run the World (Palmetto, 2008)
- Think Free (Palmetto, 2009)
- Action-Refraction (Palmetto, 2011)

### Como colaborador
- Steven Bernstein’s Millennial Territory Orchestra, We Are MTO (Sunny Side, 2008)
- Ron Horton, It’s a Gadget World (ABeat, 2007)
- Steven Bernstein’s Millennial Territory Orchestra, Vol. 1 (Sunny Side, 2006)
- Michael Blake Trio, Right Before Your Very Ears (Clean Feed, 2005)
- Frank Kimbrough, Lulluabluebye (Palmetto, 2004)
- Ron Horton, Subtextures (Fresh Sounds New Talent, 2003)
- Ted Nash, Still Evolved (Palmetto, 2003)
- Tom Christensen, Paths (Playscape, 2002)
- The Herbie Nichols Project, Strange City (Palmetto, 2001)
- Ted Nash Double Quartet, Rhyme & Reason (Arabesque, 1999)
- The Herbie Nichols Project, Dr. Cyclop's Dream (Soul Note, 1999)
- Ron Horton, Genius Envy (OmniTone, 1999)
- Frank Kimbrough, Chant (Igmod, 1998)
- The Herbie Nichols Project, Love is Proximity (Soul Note, 1995)
- Lee Konitz, Rhapsody II (Evidence, 1993)
- Lee Konitz, Rhapsody (Evidence, 1993)
- Ted Nash, Out of This World (Mapleshade, 1991)